# Jean Frédéric Buttner (1719-1778)
Pour les articles homonymes, voir Jean Frédéric Buttner et Buttner.
Jean Frédéric Buttner (ou Jean Frédéric I Buttner, ou Johann Friedrich Büttner) est un orfèvre actif à Strasbourg au XVIIIe siècle.

## Biographie
Né le 13 octobre 1719 à Strasbourg et mort le 29 octobre 1778 dans la même ville, il est issu du second mariage de l'orfèvre Johann Reinhold I.
Jean Frédéric I a été reçu maître en 1748 (poinçon IFB et IFB couronné). Il s'est installé dans la rue des Hallebardes, dans une maison à l’enseigne Au panier fleuri d’argent. Conservée par le Cabinet des estampes et des dessins de Strasbourg, une étiquette d'orfèvre de 1760 promeut ainsi son activité : « Jean-Frédéric Büttner (M. Orfevre Bijoutier Rue des Hallebardes a Strasbourg fait et vend touttes sortes d'ouvrages de Bijouterie) ». 
On sait qu'il fournit, notamment, la cour de Bavière en 1768. Il reçoit également le titre d'orfèvre de la cour de Stanislas Leszczynski de Lorraine.
À Strasbourg, Jean Frédéric Buttner fut également assesseur au Petit Sénat de la Ville.
Le 26 avril 1747 il a épousé Maria-Kunigonde Huber, fille d'un pasteur de l’église Saint-Guillaume. 
Trois fils ont suivi les traces de leur père : Jean Frédéric II, ou Johann-Friedrich II (1749-1786), reçu maître en 1779, ainsi que Jean Jacques, ou Johann-Jacob  (1756-1842), sont orfèvres-bijoutiers. Leur plus jeune frère, Jean Louis, ou Johann-Ludwig (1769-1840), est reçu maître en 1786 et accède à la plus grande notoriété. À la mort du père, en 1778, sa veuve poursuit son atelier.

## Œuvre

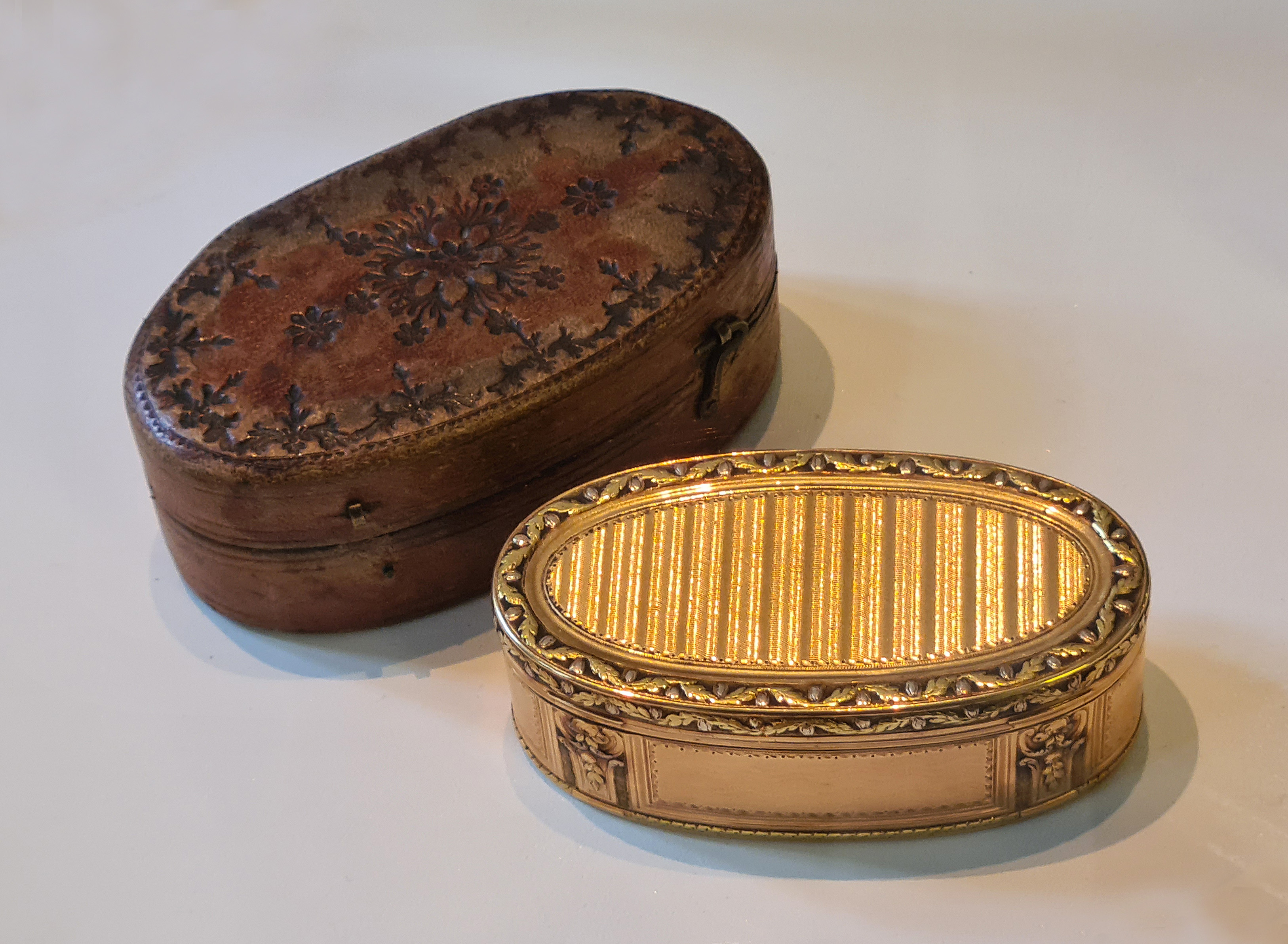
Tabatière et son écrin en maroquin, ayant appartenu à Louis Champy.
Musée des arts décoratifs de Strasbourg.

Buttner réalise surtout des objets de petites dimensions, relevant de ce que l'on appelle Galanterie-arbeit en allemand, c'est-à-dire d'articles de bijouterie, plus précisément d'articles de mode, de nouveautés. Cependant sa réputation s'étend en Europe, jusqu'en Russie et au Danemark, dont le roi Christian VII lui passe commande. Réputé pour ses tabatières, il est considéré comme « le seul orfèvre de province française à concevoir des tabatières en or équivalentes en qualité à celles des meilleurs orfèvres parisiens ».
Le musée des arts décoratifs de Strasbourg détient l'une de ces tabatières, avec son écrin en maroquin, ayant appartenu au maître de forges et député Louis Daniel Champy (1763-1831).
Issue de la collection Yves Saint Laurent et Pierre Bergé mise en vente par Christie's en 2009, une tabatière attribuée à Jean Frédéric Buttner (Strasbourg, 1757) a été adjugée à plus de 200 000 euros. Elle est rectangulaire, en or de quatre couleurs, ses faces sont ciselées de vues de ruines antiques et son couvercle d'un bâtiment dont le fronton porte l'inscription J.CESAR IMP. Une autre tabatière, en or et diamants (Strasbourg, 1768) est vendue par Christie's en 1988.
On connaît de lui également une tabatière ovale en or de trois couleurs à décor de scènes de chasse (Strasbourg, 1762), qui ne porte pas de poinçon du maître, mais caractéristique du style et de la qualité de Buttner. On peut la rapprocher d'une autre tabatière en or de quatre couleurs à décor d'enfants musiciens encadrés d'entrelacs (Strasbourg, 1763).